# Kito de Pavant
Kito de Pavant, de son nom complet Christophe Fourcault de Pavant, est un navigateur français né le 23 février 1961 à Saint-Pardoux-la-Rivière (Dordogne).

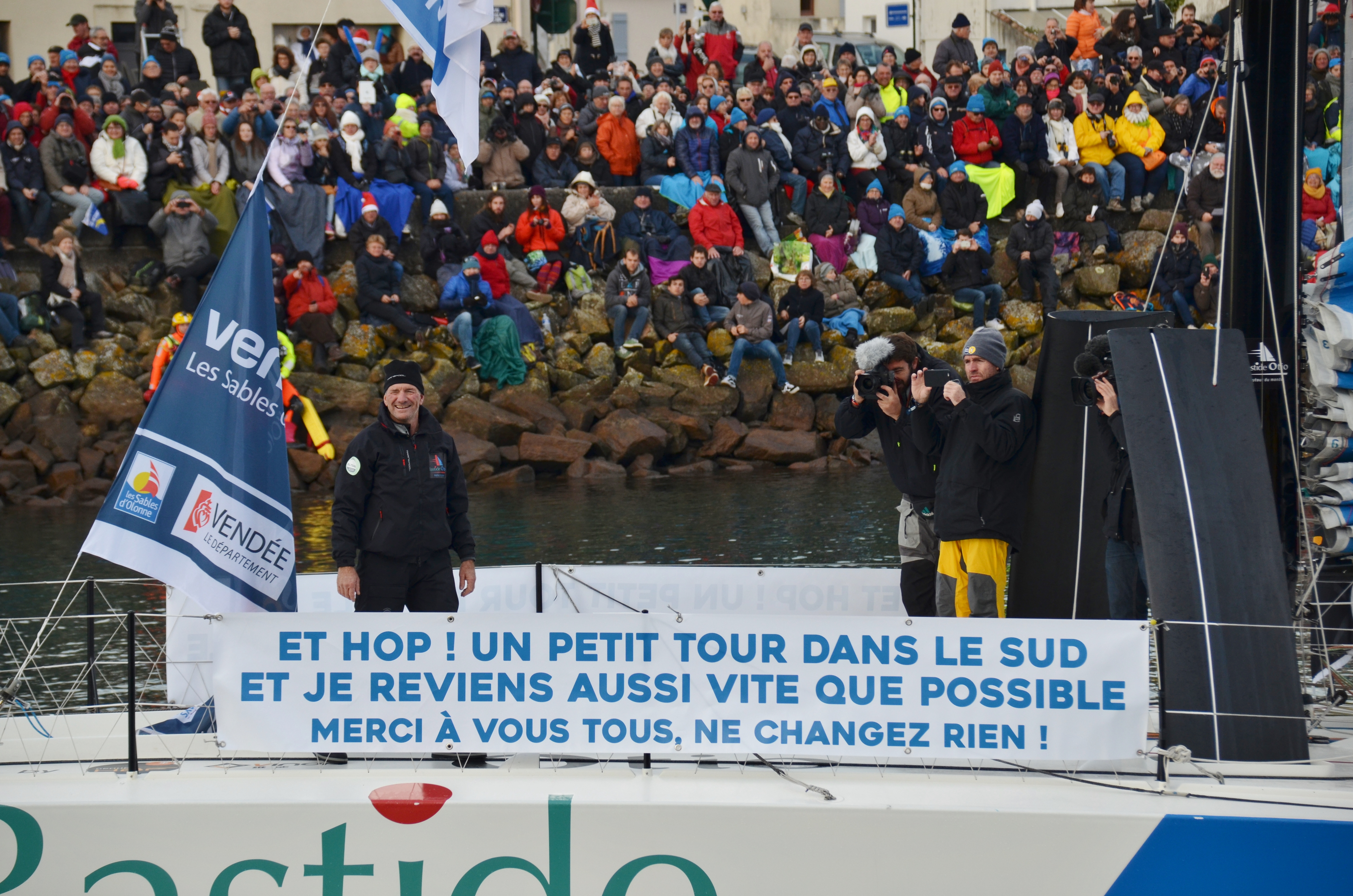
Kito de Pavant au départ du Vendée Globe 2016-2017.

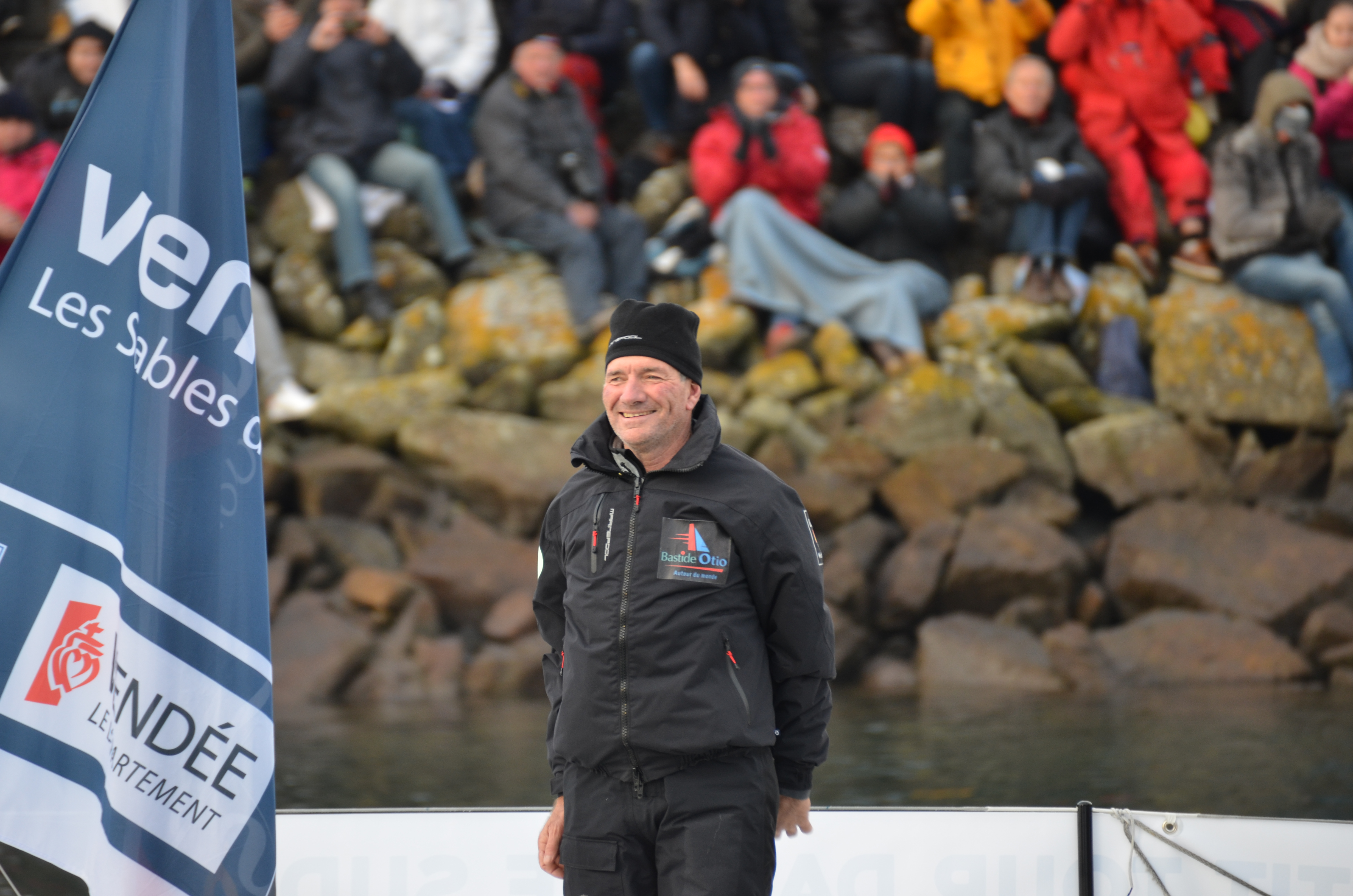
Kito de Pavant au départ du Vendée Globe 2016-2017.

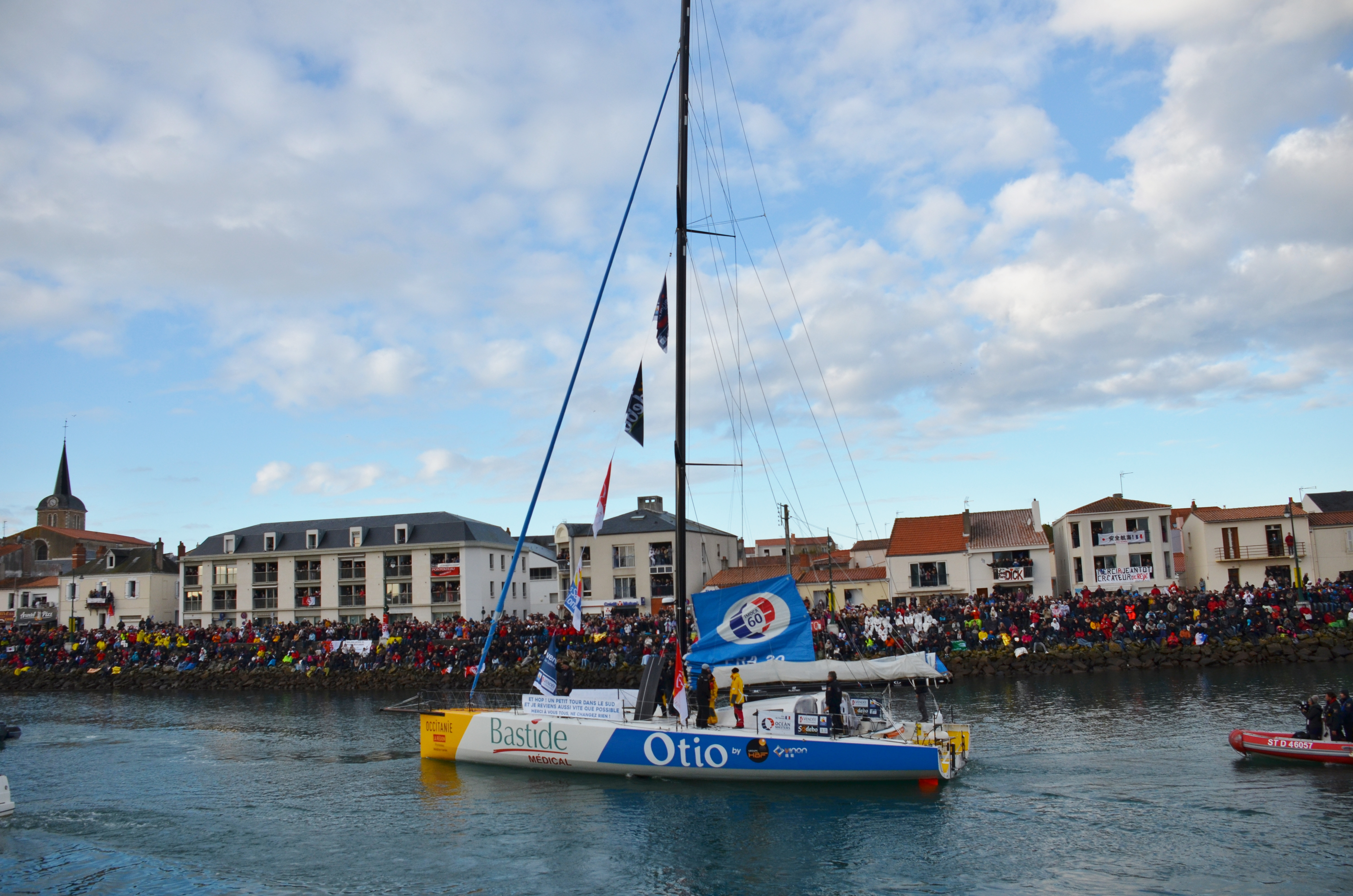
Kito de Pavant au départ du Vendée Globe 2016-2017.

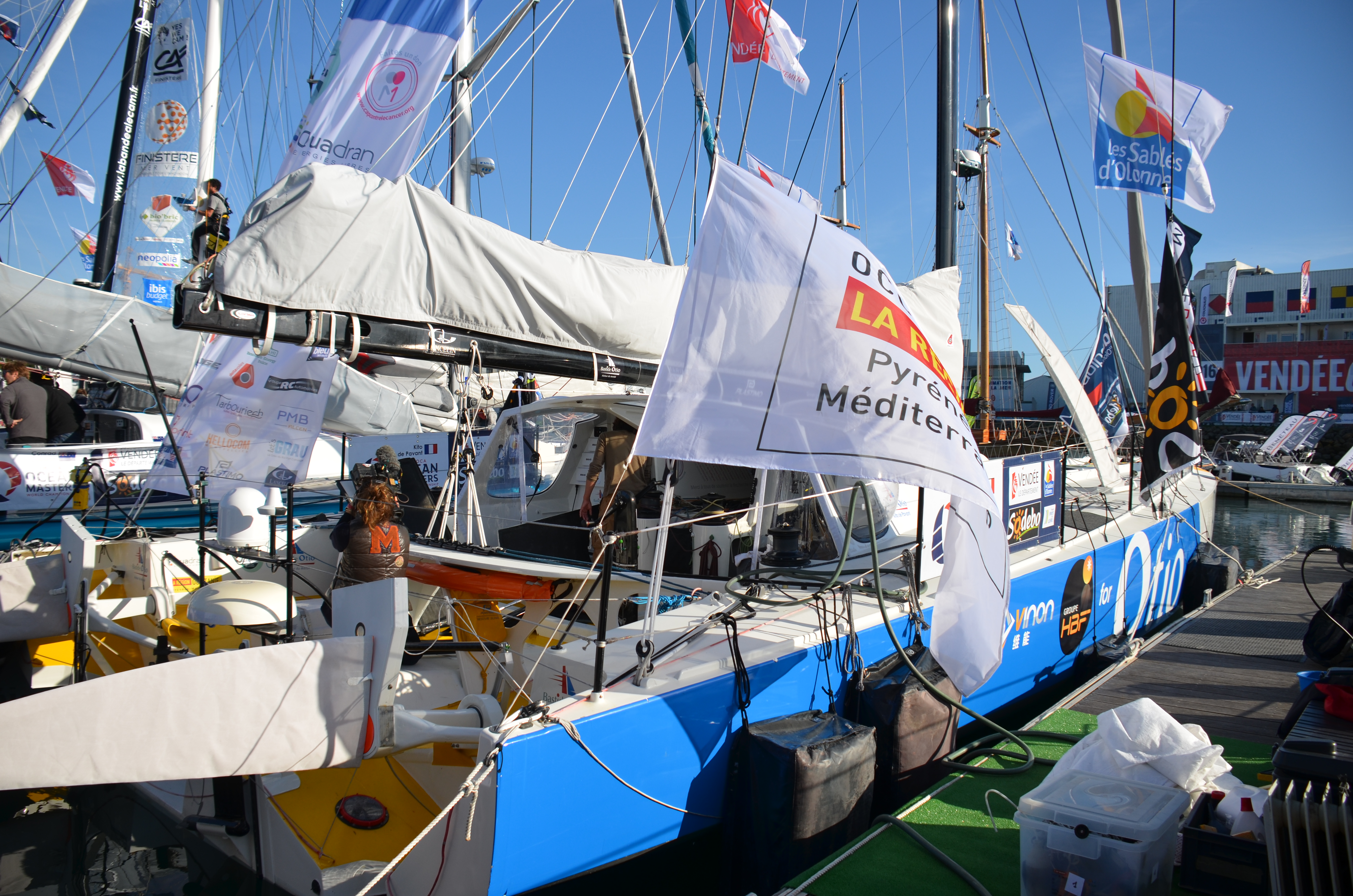
Bastide-Otio

## Biographie
Kito de Pavant apprend la navigation sur le petit étang situé à Milhac-de-Nontron à proximité de son village natal de Saint-Pardoux-la-Rivière à bord d'une barque en bois que lui a fabriquée son père. Il raconte cette histoire dans un livre intitulé Le plus grand navigateur de tout l'étang. Puis la famille quitte le Périgord pour aller s'installer près de la mer Méditerranée. C'est là qu'il commence à naviguer sérieusement sur des petits dériveurs, puis il participe à de nombreuses courses : Mini Tonner, Transmed, etc. 
Il gagne sa vie en faisant des convoyages de bateaux, tout en s'entraînant sur un catamaran de course de 45 pieds à l'Espiguette, dans le Gard. Sa carrière de skipper décolle véritablement au début des années 2000.
En 2008, il prend le départ du Vendée Globe sur un bateau sponsorisé par le groupe Bel. Dès le lendemain du départ, son mât est brisé par la tempête dans le golfe de Gascogne et il abandonne la course.
L'année 2009 sera plus souriante pour Kito de Pavant. Dès le mois de juin, il bat à bord de Groupe Bel le record de la Méditerranée, une traversée reliant Marseille à Carthage, en 1 jour 21 heures 20 minutes et 29 secondes. Dans la foulée, Kito participe à la Giraglia Rolex Cup, une régate ouverte à plus de 200 des plus beaux voiliers du monde, reliant le golfe de Saint-Tropez à Gênes. Malgré la présence de « grands maxis », Groupe Bel termine à une belle septième place, virant même en tête au rocher de Giraglia. Au mois d'août, lors de la première édition de l'Istanbul Europa Race, course en équipage par étapes autour de l'Europe, Kito de Pavant remporte la deuxième étape et décroche la deuxième place du classement général.
En 2012, il participe au Vendée Globe sur le même monocoque du même nom. Malchanceux, il est heurté par un chalutier dès le troisième jour de course. Kito abandonne et fait route vers le port de Cascais.
Il vit à Montferrier-sur-Lez dans l'Hérault.
En 2014, Kito de Pavant, sponsorisé par le Groupe HBF et Bastide Médical, finit troisième de la Route du Rhum en catégorie Class40.
En 2016, le skipper participe au Vendée Globe mais est contraint d'abandonner son bateau Bastide Otio à la suite d'un choc avec un cachalot.
En 2017, Kito de Pavant termine 5e aux côtés de Yannick Bestaven de la Transat Jacques Vabre à bord d'un nouveau Bastide Otio (l'ex-Initiatives Cœur de Tanguy de Lamotte), remis à l'eau le 2 mai 2017 à Lorient.

## Palmarès

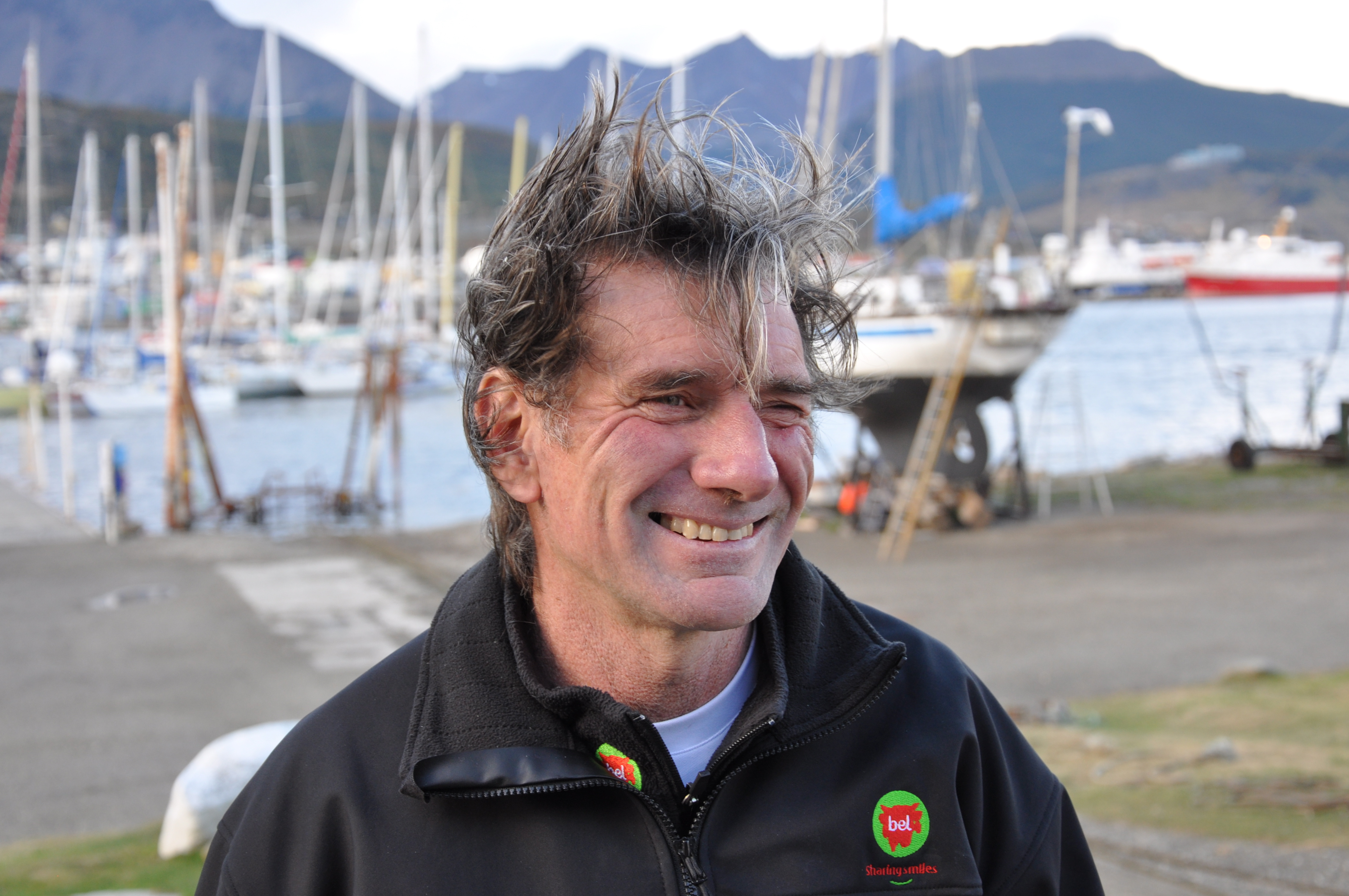
Kito de Pavant à Ushuaia lors de la Barcelona World Race 2010-2011.

En août 2002, Kito de Pavant gagne la Solitaire du Figaro au cours de sa troisième participation à cette course,. Il devient alors un navigateur reconnu. 
- Istanbul Europa Race : 2e en 2009, vainqueur de la deuxième étape sur Groupe Bel.
- Giraglia : 1 participation en 2009, 7e du classement général de la régata longa sur Groupe Bel. Kito termine 7e à la Giraglia 2017[12].
- Transméditerranéenne: 1 tentative en 2009 : Record établi en 1 jour 21 heures 20 minutes et 29 s sur Groupe Bel. Nouveau record en 2013 en 1 jour 2 heures 53 minutes et 30 s.
- Solo Méditerranée : vainqueur en 2006 sur Groupe Bel[13]
- Solitaire du Figaro, 8 participations :
  - 2002 : vainqueur[10]
  - 2005 : 3e sur Groupe Bel
  - 2006 : 10e sur Groupe Bel
  - 2010 : 9e sur Groupe Bel
- Transat Jacques Vabre :
  - 2001 : 5e avec Bernard Gallay en IMOCA sur voila.fr
  - 2005 : 3e avec Jean Le Cam en IMOCA sur Bonduelle
  - 2007 : 6e avec Sébastien Col en IMOCA sur Groupe Bel
  - 2009 : 2e avec François Gabart en IMOCA sur Groupe Bel
  - 2011 : 5e avec Yann Regniau en IMOCA sur Groupe Bel
  - 2013 : 2e avec Yves Le Blevec en Multi50 sur Actual
  - 2015 : Abandon avec Yann Regniau en IMOCA sur Bastide Otio
  - 2017 : 5e avec Yannick Bestaven en IMOCA sur Bastide Otio
  - 2019 : 7e avec Achille Nebout en Class40 sur Made In Midi
  - 2021 : Abandon avec Gwen Gbick en Class40 sur HBF - Reforest'action

- Vendée Globe :
  - 2008 : abandon le deuxième jour de la course sur démâtage.
  - 2012 : abandon le troisième jour de la course, percuté par un chalutier.
  - 2016 : abandon dans l'océan indien, choc contre un cachalot, voie d'eau. Abandon du bateau[14]

- Tour de France à la voile : victoire en 2003, second en 2007
- Transat AG2R : vainqueur en 2006 avec Pietro d'Ali sur Groupe Bel[15]
- Route du Rhum :
  - 2014 : 3e en catégorie Class40 sur Otio-Bastide Médical (#119), en 17 j 5 h 7 min 3 s[16] ; 21e au classement général
  - 2018 : 5e en catégorie Class40 sur Made In Midi, en 17 j 4 h 49 min 47 s[16] ; 19e au classement général
  - 2022 : 11e en catégorie Class40 sur HBF- Reforest'action (#142), en 16 j 10 h 30 min 45 s[16] ; 56e au classement général

- Défi Atlantique 2019 : 3e sur Made In Midi (#142) en 16 j 13 h 22 min 5 s avec Alex Pella

- Rolex Fastnet Race : 4e avec Bruno Jourdren, Jacques Caraës  et Thomas Ruyant sur Class40 Lord Jiminy[16]
- 1 000 Milles Brittany Ferries (Saint-Malo - Plymouth - Santander - Roscoff - Saint-Malo) : vainqueur en 2008 avec Bruno Jourdren sur Class40 Lord Jiminy - Lepal.com[16]

- 2022 sur Class40 HBF- Reforest'action (#142) :
  - vainqueur de la Palermo - Montecarlo
  - 2e de la Duo max
  - vainqueur de Au Large de St Tropez
  - vainqueur de la Corsica Med
  - vainqueur de la RORC Caribbean 600 en équipage sur Finimmp (#149)

- 2023 :
  - vainqueur de la Massilia Cup Offshore - Trophée CORSICA MED avec Laurent Camprubi sur Made in Midi (#142)
  - vainqueur de la Paprec 600 Saint-Tropez avec Sandrine Revil sur HBF- Reforest'action (#142)

## Publications
- Kito de Pavant, Le plus grand navigateur de tout l'étang, Éditions Télémaque, 2012
- Kito de Pavant et Jean-Loup Robertier, La mer n'est pas assez grande, illustrations d'Hippolyte, photos de Maud Bernos, Éditions Privat, 2017[1]